# -Side SunRise- Sora no Uta
«-Side SunRise- Sora no Uta» (ソラノウタ?) es el sencillo en CD #47 de Masami Okui lanzado el 8 de agosto de 2012; la música de la letra fueron realizados por Masami Okui y los arreglos por Azuma Takago. La pista del título fue utilizada como el tema de cierre de la serie anime Kyōkai Senjō no Horizon II. El sencillo alcanzó la posición #38 en el top semanal de Oricon, manteniéndose durante 4 semanas y vendiendo 4935 copias.

## Lista de pistas
| Nº | Título                     | Duración | Letra       | Compositor  | Arreglos                 | Nota/s                                                   |
| -- | -------------------------- | -------- | ----------- | ----------- | ------------------------ | -------------------------------------------------------- |
| 1  | Sora no Uta                | 4:43     | Masami Okui | Masami Okui | Azuma Takago             | tema de cierre para el anime Kyōkai Senjō no Horizon II. |
| 2  | Aoi Namida (蒼い涙?)       | 4:53     | Masami Okui | Masami Okui | Suzuki "Daichi" Hideyuki |                                                          |
| 3  | Sora no Uta (instrumental) | 5:19     |             |             |                          |                                                          |
| 4  | Aoi Namida (instrumental)  | 5:19     |             |             |                          |                                                          |

## Medios

### CD
| Nº | Título      | Lanzamiento          | Álbum          | Nota/s                                            |
| -- | ----------- | -------------------- | -------------- | ------------------------------------------------- |
| 1  | Sora no Uta | 20 de agosto de 2012 | Symbolic Bride | décimo séptimo álbum de estudio de la cantautora. |